# Umiljato oko moje
Umiljato oko moje drugi je album srpske pjevačice Dragane Mirković, objavljen 1985. godine u nakladi Diskosa.

## Pozadina
Dragana je ovim albumom prekinula suradnju s Novicom Uroševićem. Osim naslovne pjesme, izdvojila se „Čudan neki mali” i „Pored mene dočekaćeš stotu”, a pjesma „Ne vraćam se starim ljubavima” doživjela je pravu »reinkarnaciju« tek nakon dvadesetak godina, danas se može nazvati i vječnim hitom.

## Popis pjesama
| Br. | Skladba                         | Trajanje |
| --- | ------------------------------- | -------- |
| 1.  | »Umiljato oko moje«             | 4:25     |
| 2.  | »Zaljubila se devojčica«        | 4:29     |
| 3.  | »Ne vraćam se starim ljubavima« | 3:58     |
| 4.  | »Povedi me«                     | 3:29     |
| 5.  | »Čudan neki mali«               | 4:07     |
| 6.  | »Pored mene dočekaćeš stotu«    | 4:09     |
| 7.  | »Bila sam naivna«               | 4:30     |
| 8.  | »Ispleli smo venac ljubavi«     | 3:19     |

## Izdanja
| Regija          | Datum | Format(i)  | Izdavač |
| --------------- | ----- | ---------- | ------- |
| SFR Jugoslavija | 1985. | LP, kaseta | Diskos  |

## Vanjske poveznice
- Umiljato oko moje